# Jérôme Lignano
Jérôme Lignano OCart (* in Genua; † 1588 in Épernay bei Entremont-le-Vieux, Königreich Frankreich) war ein italienischer Kartäusermönch.

## Leben
Jérôme Lignano legte seine Profess in der Certosa di Garegnano ab und wurde einige Jahre später zum Prior der Kartause von Bologna ernannt.
Nach dem Tod von Bernard Carasse 1586 wollten einige Kartäuser den Generalminister in der Certosa di Pavia ansiedeln. An der Spitze der Bewegung stand Matthias Cortin, der seine Profess in der Kartause von Paris ablegte und Vikar der Grande Chartreuse war. Er benutzte seinen Einfluss, einen Italiener zum Generalminister wählen zu lassen. Seine Wahl fiel auf Jérôme Lignano. Er warb für seinen Kandidaten. Trotz seiner Bemühungen ging die Mehrheit der Stimmen der Gemeinschaft an den französischen Prior, Jean de L’Ecluse. Es wurden formelle Mängel festgestellt und es kam zu einem zweiten Wahlgang, bei dem Lignano die Mehrheit bekam. Aufgrund einer schweren Krankheit blieb Lignano in Bologna und konnte nicht sofort zur Grande Chartreuse reisen. Stattdessen ernannte er Mathias Cortin, der seine Wahl veranlasst hatte, zu seinem Generalvikar. Beim nächsten Generalkapitel von 1588 legte Lignano seine Ämter nieder und bat um Rückkehr in die Kartause von Bologna. Bei seiner Rückkehr vom Generalkapitel nach Italien starb er im Dorf Épernay in der Nähe von Entremont-le-Vieux in Savoyen, nur wenige Kilometer von Grande Chartreuse entfernt. Sein Leichnam wurde dorthin zurückgebracht und auf dem den Generalministern vorbehaltenen Friedhof beigesetzt.